# ブルックリン (軽巡洋艦)
ブルックリン (USS Brooklyn, CL-40) は、アメリカ海軍の軽巡洋艦。ブルックリン級軽巡洋艦の1番艦。艦名はニューヨーク州ブルックリンに因む。その名を持つ艦としては3隻目。

## 艦歴
ブルックリンは1935年3月12日にニューヨーク州ニューヨークのブルックリン海軍工廠で起工した。1936年11月30日にキャサリン・ジェーン・ラッキー（F・R・ラッキー海軍少将の娘）によって命名、進水し、1937年9月30日に艦長W・D・ブレレトン・ジュニア大佐の指揮下就役した。
ブルックリンは1938年後半にパナマ運河地帯で艦隊に合流した。第8巡洋艦分艦隊に配属され、1939年4月まで艦隊と共に定期任務に従事した。4月中旬に帰国し、4月30日に行われたニューヨーク万国博覧会の開会式に参加する。5月23日、ブルックリンはニューハンプシャー州のショールズ諸島から6マイルの海域で事故を起こした潜水艦「スコーラス」(USS Squalus, SB-192) の救助任務に参加した。ブルックリンは6月3日まで救助引き揚げ作業のベースシップ任務に従事した。その後西海岸に向かい太平洋艦隊に合流、1940年2月18日にゴールデンゲート万国博覧会の開会式に参加した。ブルックリンは1941年3月まで西海岸で任務に従事し、続いて親善訪問および訓練のための巡航で南太平洋に向かう。5月に真珠湾を出航、東海岸に向かい大西洋戦隊に加わる。1941年7月1日から7日までアイスランドのレイキャビクに向かう海兵隊を運ぶ船団の護衛を行い、その年の残りは船団護衛および中立パトロール任務に費やされた。
アメリカ合衆国が第二次世界大戦に参戦すると、ブルックリンはバミューダからカリブ海の海域の偵察を行った。1942年4月、アメリカ合衆国とイギリス間の船団護衛任務に割り当てられ、同任務中の9月3日、攻撃を受け放棄された輸送艦「ウェークフィールド」(USS Wakefield, AP-21) から1,173名の兵士を救助した。ウェークフィールドは大きく破損したが、その後牽引され修理が行われた。
1942年10月24日、ブルックリンは北アフリカに向けてノーフォークを出航した。11月8日にはフェドハラ上陸支援のための砲撃を行う。この任務の間にブルックリンは沿岸砲台からの砲撃を受け、艦載砲2門を損傷、乗組員5名が負傷した。1942年11月17日にカサブランカを出航し東海岸に向かう。1943年1月から7月までブルックリンは船団護衛任務に従事し、東海岸とカサブランカを3度往復、その後地中海に向かい7月10日から14日までシチリア島侵攻作戦支援のための護衛および砲撃任務に従事した。
地中海に留まったブルックリンは、続いてアンツィオ、ネットゥーノへの上陸（1944年1月22日 - 2月9日）支援を行う。1944年5月13日から23日までフォルミア - アンツィオへの砲撃に参加し、続いて南フランスへの上陸に備えた訓練に参加した。1944年8月15日には、フランス南部海岸への上陸に先行した艦砲射撃任務に参加した。ブルックリンはその後も地中海に留まり、1944年11月21日にシチリア島を出航、11月30日にニューヨークに到着した。

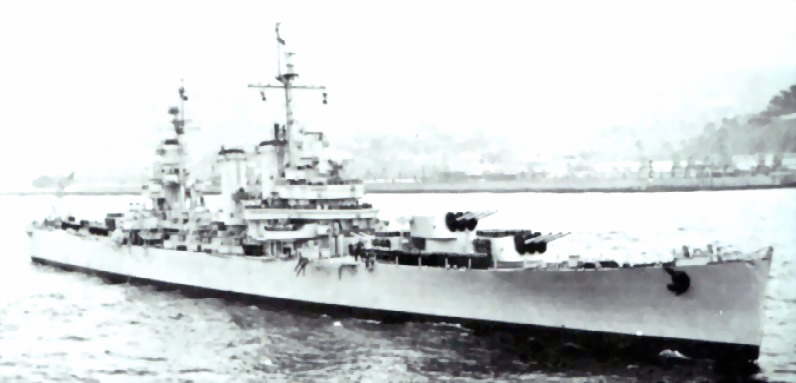
O'Higgins (CL-02)

1944年12月から1945年5月までブルックリンはニューヨーク海軍工廠で広範囲オーバーホールが行われた。1945年5月から9月まで東海岸沿いに訓練を行い、その後フィラデルフィア海軍工廠に入渠、不活性化オーバーホールが行われる。1946年1月30日に予備役となり、1947年1月3日に退役する。1951年1月9日、ブルックリンは相互防衛援助計画の下チリに売却され、オイギンス (O'Higgins) と改名される。オイギンスは1980年代まで現役任務に就き、最後は1992年にスクラップとして売却された。
ブルックリンは第二次世界大戦の戦功で4個の従軍星章を受章した。